# Apateu
Apateu é uma comuna romena localizada no distrito de Arad, na região histórica da Transilvânia. A comuna possui uma área de 76.10 km² e sua população era de 3672 habitantes segundo o censo de 2007.